# ام‌اس نوردلیس
ام‌اس نوردلیس (به انگلیسی: MS Nordlys) یک کشتی است که طول آن  می‌باشد. این کشتی در سال ۱۹۹۳ ساخته شد.